# Grande Enciclopédia Larousse
A Grande Enciclopédia Larousse em Dez Volumes (Le Grand Larousse Encyclopédique en dix volumes, em francês) é um auto-intitulado dicionário enciclopédico, publicado pela Larousse, constituído de dez volumes (tomos), entre os anos de 1960 e 1964, com dois suplementos posteriores.
Seu foco é o estudo das palavras da língua francesa (como um dicionário) e o estudo de outros ramos do conhecimento (como uma enciclopédia).

## No Brasil

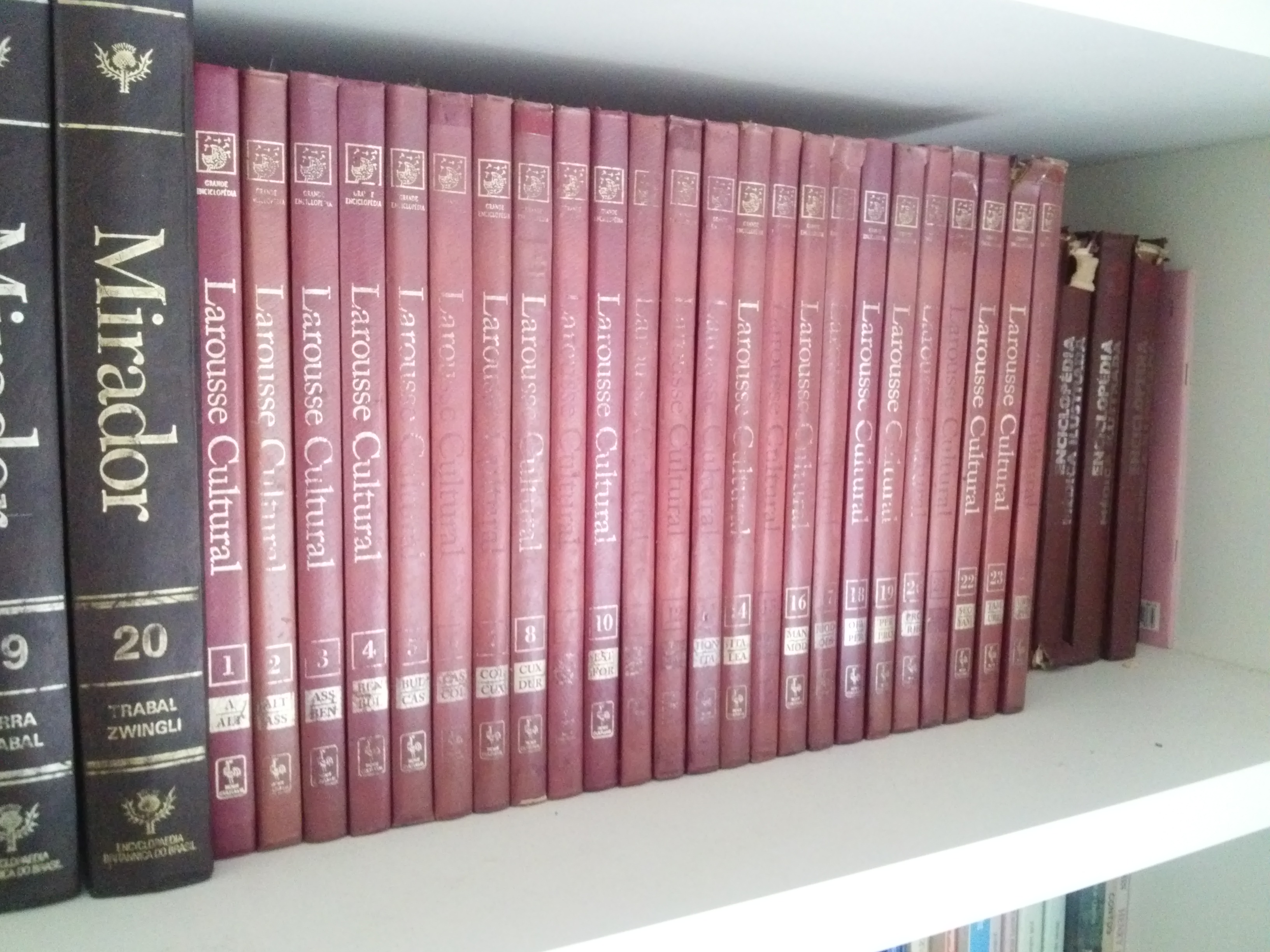
A coleção completa em 24 volumes da Grande Enciclopédia Larousse Cultural, publicada no Brasil em 1998.

A Grande Enciclopédia Larousse Cultural da editora Nova Cultural, assim como a original francesa, se auto-define, como um dicionário enciclopédico.
Versões simplificadas e resumidas foram vendidas no Brasil em conjunto com edições promocionais de domingo dos jornais Folha de S. Paulo, O Globo, por isso vendeu aproximadamente 400 mil coleções. A enciclopédia toda, na promoção dos jornais, totalizou R$ 158,70, cerca de 50 dólares na época. Sua versão completa fora das promoções custava na época cerca de R$ 1.000,00. Nesse formato é propriedade intelectual de Larousse 1995 e Nova Cultura Ltda 1998. ISBN 85-13-00755-2, impressão feita por Plural Editora e Gráfica e o acabamento em capa dura pela Gráfica Círculo.